# Descomposició de Jordan–Chevalley
En matemàtiques, la descomposició de Jordan-Chevalley, que pren el nom de Camille Jordan i Claude Chevalley, expressa una aplicació lineal com suma commutativa de les seves parts semisimple i nilpotent. La descomposició multiplicativa expressa un operador invertible com el producte commutatiu de les seves parts semisimple i unipotent. Aquesta descomposició és important en l'estudi de grups algebraics. La descomposició es descriu de forma simple quan tenim la forma canònica de Jordan de l'operador, però existeix sota condicions més febles que les de l'existència de la forma canònica de Jordan.

## Descomposició d'endomorfismes
Considerem els operadors lineals en un espai vectorial de dimensió finita sobre un cos perfecte. Un operador T és semisimple si qualsevol subespai invariant per T té un subespai complementari que també és invariant per T (si el cos de referència és algebraicament tancat, aquesta condició és equivalent al fet que l'operador sigui diagonalitzable). Un operador x és nilpotent si alguna potència xm és l'operador nul. Un operador x és unipotent si x − 1 és nilpotent.
Sigui x un operador arbitrari. Una descomposició de Jordan-Chevalley de x és una expressió de la forma:
{\displaystyle x=x_{ss}+x_{n},}
on xss és semisimple, xn és nilpotent, i xss i xn commuten. Si existeix una tal descomposició, llavors és única, i xss i xn poden expressar-se com a polinomis en x.
Si x és un operador invertible, aleshores una descomposició de Jordan-Chevalley multiplicativa expressa x com el producte:
{\displaystyle x=x_{ss}\cdot x_{u},}
on xss és semisimple, xu és unipotent, i xss i xu commuten. De nou, si existeix una tal descomposició, llavors és única, i xss i xu poden expressar-se com a polinomis en x.
Per endomorfismes d'un espai vectorial de dimensió finita el polinomi característic dels quals factoritza en factors lineals sobre el cos de referència (cosa que sempre succeeix si el cos és algebraicament tancat), la descomposició de Jordan-Chevalley existeix i té una descripció simple en termes de la forma canònica de Jordan. Si x està en forma canònica de Jordan, llavors xss és l'endomorfisme que té per matriu (en la mateixa base) els elements de la diagonal de x, i xn és l'endomorfisme la matriu del qual (en la mateixa base) conté només els termes fora de la diagonal; xu és l'endomorfisme la matriu del qual s'obté de la forma canònica de Jordan, dividint les entrades de cada bloc de Jordan per l'element de la diagonal.

## Descomposició en una àlgebra de Lie semisimple real
En la formulació de Chevalley i Mostow, la descomposició additiva afirma que un element X d'una àlgebra de Lie semisimple real {\displaystyle {\mathfrak {g}}} amb descomposició d'Iwasawa
{\displaystyle {\mathfrak {g}}={\mathfrak {k}}\oplus {\mathfrak {a}}\oplus {\mathfrak {n}}}
es pot escriure com la suma de tres elements commutatius de l'àlgebra de Lie X = S + D + N, on S, D i N són conjugats a elements de {\displaystyle {\mathfrak {k}}}, {\displaystyle {\mathfrak {a}}} i {\displaystyle {\mathfrak {n}}} respectivament. En general, els termes de la descomposició d'Iwasawa no commuten.

## Descomposició en un grup de Lie semisimple real
La descomposició multiplicativa afirma que si g és un element del corresponent grup de Lie G semisimple i connex, amb descomposició d'Iwasawa G = KAN, aleshores g pot escriure's com el producte de tres elements commutatius g = sdu amb s, d i u conjugats d'elements de K, A i N respectivament. En general, els termes de la descomposició d'Iwasawa g = kan no commuten.

## Contraexemple
Si el cos base no és perfecte, llavors pot no existir una descomposició de Jordan-Chevalley. Exemple: sigui p un nombre primer, sigui k un cos imperfecte de característica p, i escollim a de k que no sigui una p-sima potència. Sigui
V = k[x]/(xp-a)²,
{\displaystyle V=k[x]/(x^{p}-a)^{2},}
i sigui T l'operador k-lineal donat per la multiplicació per x dins V. Els subespais k-lineals estables de T són precisament els ideals de V, vist com un anell.
Suposem que podem escriure T=S+N pels operadors k-lineals commutatius S i N, que són respectivament semisimple (només sobre k, que és més feble que la semisimplicitat sobre una clausura algebraica de k) i nilpotent. Com que S i N commuten, cadascun d'ells commuta amb T (donat que T=S+N), i llavors tots dos actuen k[x]-linealment sobre V. Per tant, cadascun d'ells preserva el k[x]-submòdul propi no-nul
J=(xp-a)V
{\displaystyle J=(x^{p}-a)V}
de V. Però per la semisimplicitat de S, hi hauria un complement a J que seria k-lineal i S-estable. Això no obstant, per k[x]-linealitat, S i N són donats per multiplicació contra els respectius polinomis s = S(1) i n =N(1), que provoquen que el quocient
V/(xp-a)
{\displaystyle V/(x^{p}-a)}
sigui respectivament x i 0, ja que aquest quocient és un cos. Per tant,
s = x + (xp-a)h(x)
{\displaystyle s=x+(x^{p}-a)h(x)}
per algun polinomi h(x) (que només interessa considerar mòdul (xp-a)), així que es pot veure fàcilment que s genera V com una k-àlgebra i, per tant, els subespais k-lineals S-estables de V són precisament els seus k[x]-submòduls. D'aquí se segueix que un complement a J que sigui S-estable és també un k[x]-mòdul de V. Per tant, no hi ha descomposició de T com a suma d'operadors k-lineals commutatius que siguin respectivament semisimples i nilpotents.